# Dimidamus leopoldi
Dimidamus leopoldi är en spindelart som först beskrevs av Roewer 1938.  Dimidamus leopoldi ingår i släktet Dimidamus och familjen Nicodamidae. Inga underarter finns listade i Catalogue of Life.